# Carlos Tello
Carlos Inocencio Tello Vergara (* 28. März 1929 in Arica; † 8. Mai 1965 in Santiago) war ein chilenischer Fußballspieler. Der Stürmer wurde mit Audax Italiano chilenischer Meister 1957 und absolvierte 14 Länderspiele für Chile, in denen er zwei Tore erzielte.

## Karriere

### Verein
Carlos Tello spielte ab 1951 für den Hauptstadtklub Audax Italiano. Mit dem Klub italienischer Einwanderer gewann er die Meisterschaft 1957.

### Nationalmannschaft
In der Nationalmannschaft debütierte Carlos Tello im März 1953 unter Trainer Luis Tirado beim 4:0-Erfolg gegen Mexiko bei der Panamerikanischen Meisterschaft. Er spielte noch bei weiteren Turnieren: dem Campeonato Sudamericano 1953, der Panamerikameisterschaft 1956 und dem Campeonato Sudamericano 1957.
Seine beiden Länderspieltreffer erzielte Tello bei den Niederlagen gegen Brasilien und Mexiko bei der Panamerikanischen Meisterschaft 1956. Chile wurde Letzter in diesem Turnier. Das letzte Länderspiel absolvierte der Angreifer beim 2:2-Unentschieden gegen Ecuador während des Campeonato Sudamericano 1957. La Roja beendete das Turnier auf dem vorletzten Platz. Insgesamt kommt Tello auf 14 Länderspieleinsätze für Chile.

## Erfolge
- Chilenischer Meister: 1957

## Auszeichnungen
- Torschützenkönig der Primera División: 1951